# Paulo Fioravante Penso
Paulo Fioravante Penso (Montenegro, 29 de junho de 1909 – Porto União, 27 de maio de 1976) foi um dentista prático e político brasileiro.
Filho de David Penso e de Santa Hermínia Rombaldi Penso. Casou com Helena Zini Penso e tiveram filhos.
Nas eleições de 1962 foi candidato a deputado estadual para a Assembleia Legislativa de Santa Catarina pelo Partido Democrata Cristão (PDC), obteve 1.686 votos, ficou suplente e foi convocado para a 5ª Legislatura (1963-1967).
Foi prefeito de Videira, eleito pela Aliança Renovadora Nacional (ARENA), e exerceu mandato de 31 de janeiro de 1970 a 30 de janeiro de 1973.